# Kihn-Mühle (Michelbach)

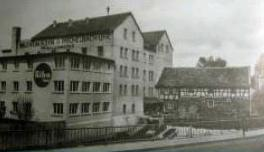
Gebäude der Kihn-Mühle

Die Kihn-Mühle, auch Köhl-Mühle und ursprünglich Brückenmühle genannt, war eine große Mühle bei Alzenau im Landkreis Aschaffenburg in Bayern.

## Geographie
Die Kihn-Mühle, die im Gegensatz zur früheren Obermühle auch Untermühle genannt wurde, befand sich im mittleren Kahlgrund in Michelbach beidseitig der Kahl. Kurz nach der Brücke Richtung Kälberau befand sich ein etwa 30 m langes Streichwehr. Die heute als Nordumgehung Alzenau, am früheren Platz der Kihn-Mühle verlaufende Staatsstraße 2305, bestand zu Betriebszeiten der Mühle noch nicht. Das Anwesen umfasste mehrere Gebäude. Am Standort der ehemaligen Kihn-Mühle führt heute der Kahltal-Spessart-Radweg vorbei.

## Geschichte

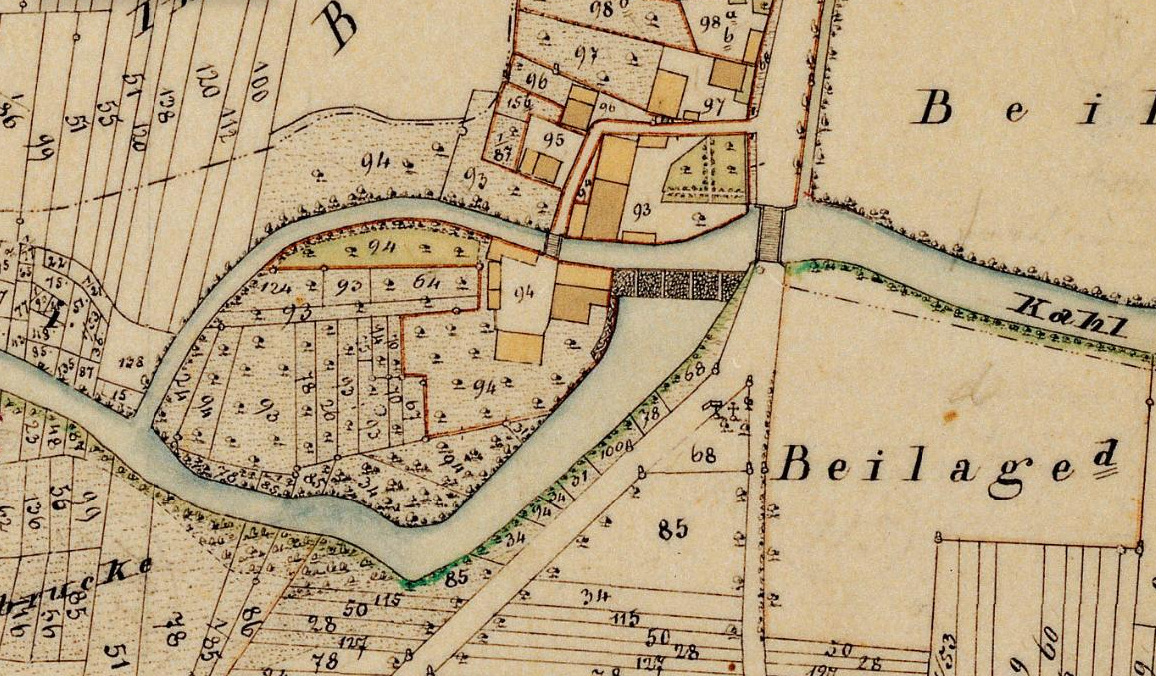
Die Kihn-Mühle (Bildmitte) in der Uraufnahme von 1846

Johann Adam Kihn erwarb 1731 die Brückenmühle in Michelbach von den damaligen Grundherren als Belohnung für seine Verdienste als Zentgraf der Pfarrei Alzenau. Sein Sohn Johannes Kihn erweiterte die Mühle. Er war mit Anna Maria Stenger aus Mömbris verheiratet, mit der er elf Kinder hatte. Er vermachte die Mühle Valentin Kihn, einem seiner Söhne, der die Brückenmühle 1848 zur Großmühle ausbaute. Durch seinen Antrag und der darauf folgenden Konzession des königlichen Landgerichtes Alzenau, wurde die damalige Lohnmühle zu einer Handelsmühle. Valentin Kihn kaufte mit der Obermühle und der Herrnmühle alle weiteren Mühlen in Michelbach auf und erwarb sogar die anliegende Brenner-Mühle. Im Gebäude der Brückenmühle, das später zum Bürotrakt umgebaut wurde, stand die Wiege seines Sohnes Karl Kihn. Die Brückenmühle wurde dann über die Jahre hin weg Kihn-Mühle genannt.
Anfangs drehten sich dort zwei unterschlächtige Wasserräder und über zwei Hubschütze am Wehr konnte der Wasserstand kontrolliert werden. Es gab mehrere Mahlgänge für Getreide und einen für Öl. Später wurde eine mit Kohle betriebene Lanzsche Dampfanlage installiert. Die Wasserräder wurden entfernt und die Kahl in starke Betonmauern gefasst. Valentin Kihn setzte sich als Abgeordneter des Bayerischen Landtags für den Bau der Bahnstrecke Kahl–Schöllkrippen ein, auch um das Getreide für seine Mühle mit Waggons zu beliefern. Große Siloanlagen am heutigen Bahnhof konnten riesige Vorräte lagern. Die Kihn-Mühle lief als eine der ersten vollautomatisch, sogar das Getreide wurde maschinell transportiert. Zu dieser Zeit war die Kihn-Mühle die leistungsfähigste Mühle Unterfrankens. Valentin Kihns Schwiegersohn Franz Xaver Köhl kam 1876 mit in das Unternehmen, der den Mühlenbetrieb ab 1901, nach dem Tod Valentin Kihns weiter führte. Der Name des Unternehmens lautete weiterhin „Mühlenwerke Valentin Kihn“.
1913 vermachte Franz Xaver Köhl das Unternehmen an seine beiden Söhne Theodor und Carl Köhl, die es als offene Handelsgesellschaft weiter führten. Gegen Ende des Ersten Weltkrieges versorgte die Mühle nicht nur sich selbst, sondern ganz Michelbach mit elektrischem Strom. Die Kihn-Mühle war in ihrer Größe die erste Mühle in Deutschland, die in einer modernen MIAG-Getreidewäscherei und Trocknerei das Mahlgut für den Prozess vorbereitete. Ihre Leistung betrug im Schnitt 250 dz Weizen und 125 dz Roggen pro Tag. Manchmal wurden bis zu 60 t erreicht. Es gab in der Mühle auch ein Labor, in dem Getreide und Mehl untersucht wurden. In den 1920er Jahren kam es zu finanziellen Problemen im Unternehmen, da mit den Einnahmen für das Mehl nicht genügend Getreide gekauft werden konnte. Durch die Deutsche Inflation verlor die Firma Kihn die Hälfte ihres Barkapitals. 1962 wurde die Kihn-Mühle weiter ausgebaut und 1967 trotz allem stillgelegt. Das Mahlrecht samt Kundenkreis wurde einer anderen Großmühle überlassen.
Die Gebäude wurden sich selbst überlassen und verkamen. Trotz mehrerer Ansätze für eine Nachnutzung, kam es nie dazu. In den 2000er Jahren gab es Vorschläge für den Bau eines Einkaufszentrums, in das die alten Gebäude integriert werden sollten. Dies war wegen des Hochwasserschutzes und der Anbindung an das Verkehrsnetz nicht realisierbar. Nachdem die Anlage immer weiter verfiel, wurde nach einem Gerichtsverfahren der Abriss angeordnet. Im September 2011 wurde dann die Gebäuderuine abgebrochen. Es kam der Vorschlag auf, das Bett der Kahl am Standort der ehemaligen Kihn-Mühle nach Norden zu verlegen und dort ein Neubaugebiet zu erschließen.